# Parque nacional de Ujście Warty
El parque nacional de Ujście Warty (en polaco: Park Narodowy Ujście Warty, lit. 'parque nacional Boca del Varta') es el más reciente de los 23 parques nacionales de Polonia. Se creó el 19 de junio de 2001 para proteger la región del curso inferior del río Varta, junto a la confluencia con el río Óder, que en este tramo marca la frontera entre Polonia y Alemania. El Parque tiene una superficie de 80,38 km² y se encuentra en el voivodato de Lubusz. El nombre Ujście Warty significa «desembocadura del Varta».
El Parque se creó en lo que él era la antigua Reserva natural de Słońsk, que existía desde 1977, así como con partes del Parque protegido de Ujście Warty. La tierra del lugar es pantanosa y cubierta de lodo, lo cual es un refugio para aves acuáticas. Esto es por lo que la antigua reserva Słońsk, que ahora es parte del Parque, fue incluida en 1984 dentro de Convenio de Ramsar, cuyo propósito es proteger este tipo de zonas.
Las oficinas centrales del Parque se encuentran en el pueblo de Chyrzyno, cerca de Kostrzyn nad Odrą.

## Aguas
El principal río del Parque es el río Varta, que lo divide en dos partes: la sur (que incluye la antigua reserva Słońsk) y la  norte, también llamada polder del norte. En el sur, el nivel de las aguas cambia anualmente y puede subir 4 metros y convirtiendo el área del Parque en un gran lago de carácter estacional. El nivel de las aguas, en esta zona, se eleva usualmente a finales de otoño, pero su mayor ascenso se produce en primavera (marzo-abril). La parte norte tiene muchos canales y está separada del río Varta por un dique.

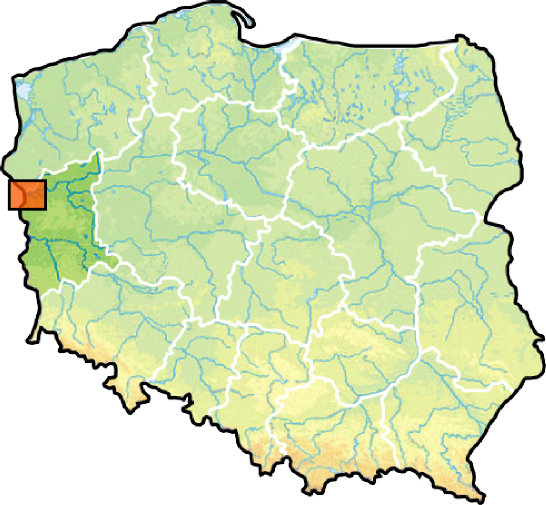
Ubicación del parque nacional en Polonia.

## Fauna y flora
Desde el punto de vista biológico la flora es muy heterogénea. Son en un alto grado naturales, aun teniendo en cuenta la influencia que ha tenido la presencia de la actividad del hombre durante cientos de años. De otro lado, la naturaleza en las áreas pantanosas cercanas al río Varta, están prácticamente sin tocar por el hombre y son objeto de interesantes estudios por biólogos de Polonia y otros países europeos. Esto se debe principalmente a que los valles de los principales ríos de Europa han sido transformados por la acción humana.
El Parque es uno de los refugios de aves más importantes de Polonia. Hay 245 especies de pájaros y ofrece cobijo a unas 160 especies, incluyendo 8 especies de patos. Hay 26 especies en peligro de extinción (según la lista internacional de vida de aves). Entre ellas se encuentran: Acrocephalus paludicola, Crex crex, Limosa limosa, Grus grus, Botaurus stellaris, Ixobychus minutus o, la más común, Chlidonias niger.
Además, en el parque existen 34 especies de mamíferos, incluyendo Lutra lutra (nutrias) y Castor fibre (castores).
La principal amenaza del ecosistema del Parque es la vuelta de las grandes plantas al delicado sistema de prados y pastizales. Su vuelta pone en peligro los hábitats de las aves del Parque. 
El Parque tiene un pequeño hotel de 5 habitaciones y una casa de invitados para aproximadamente 30 visitantes.

## Galería de imágenes

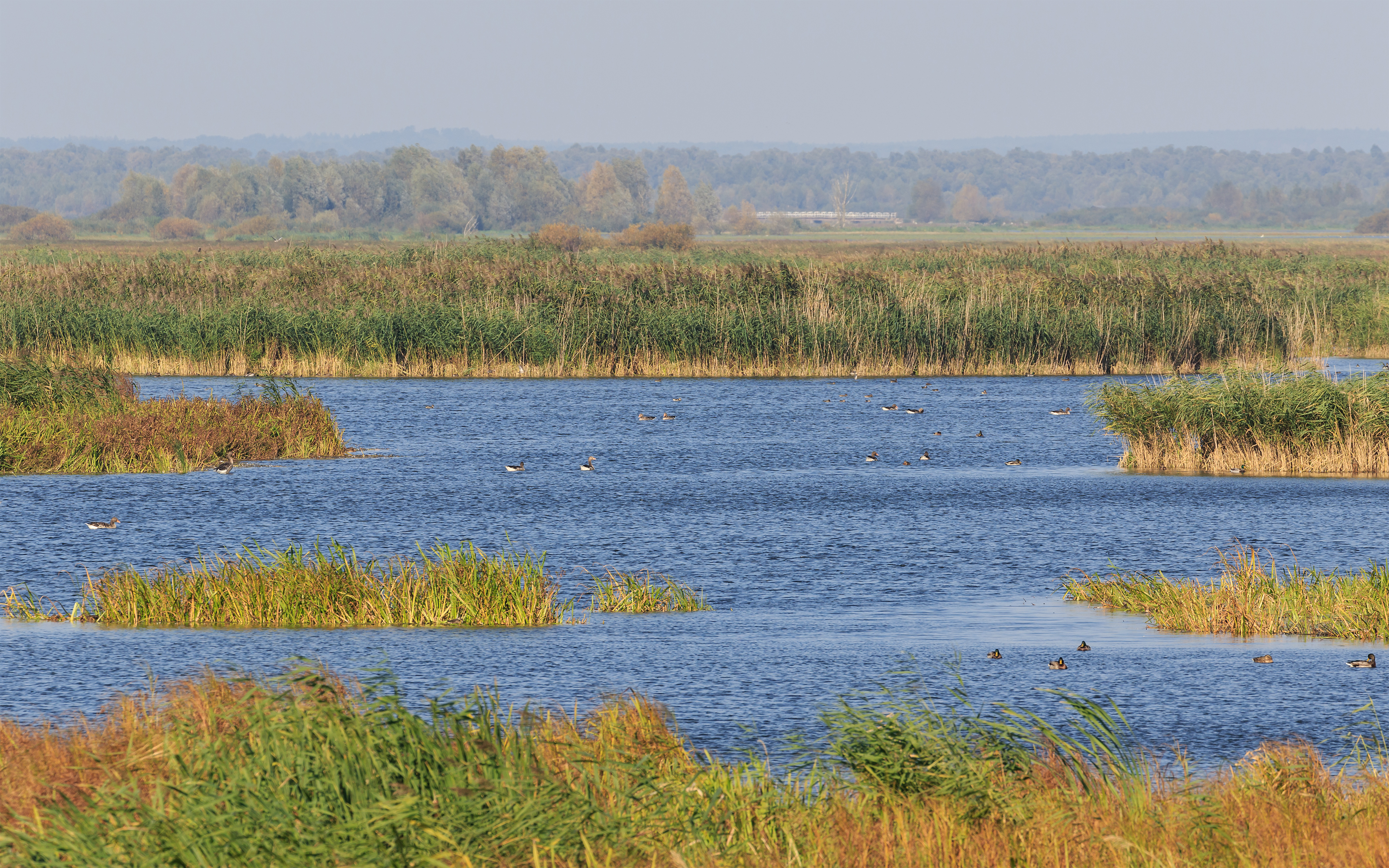
Vista del Parque Nacional
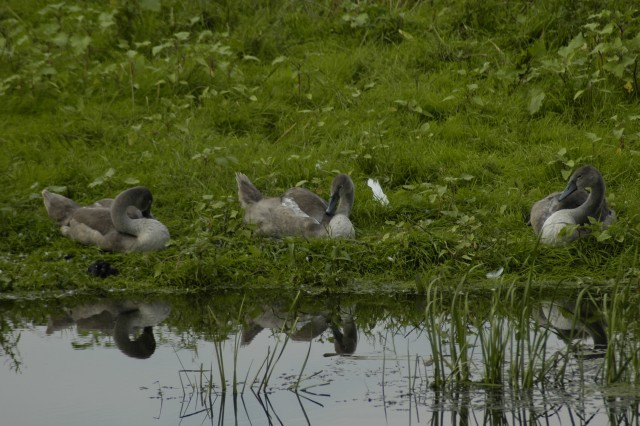
Cisnes en Słońsk
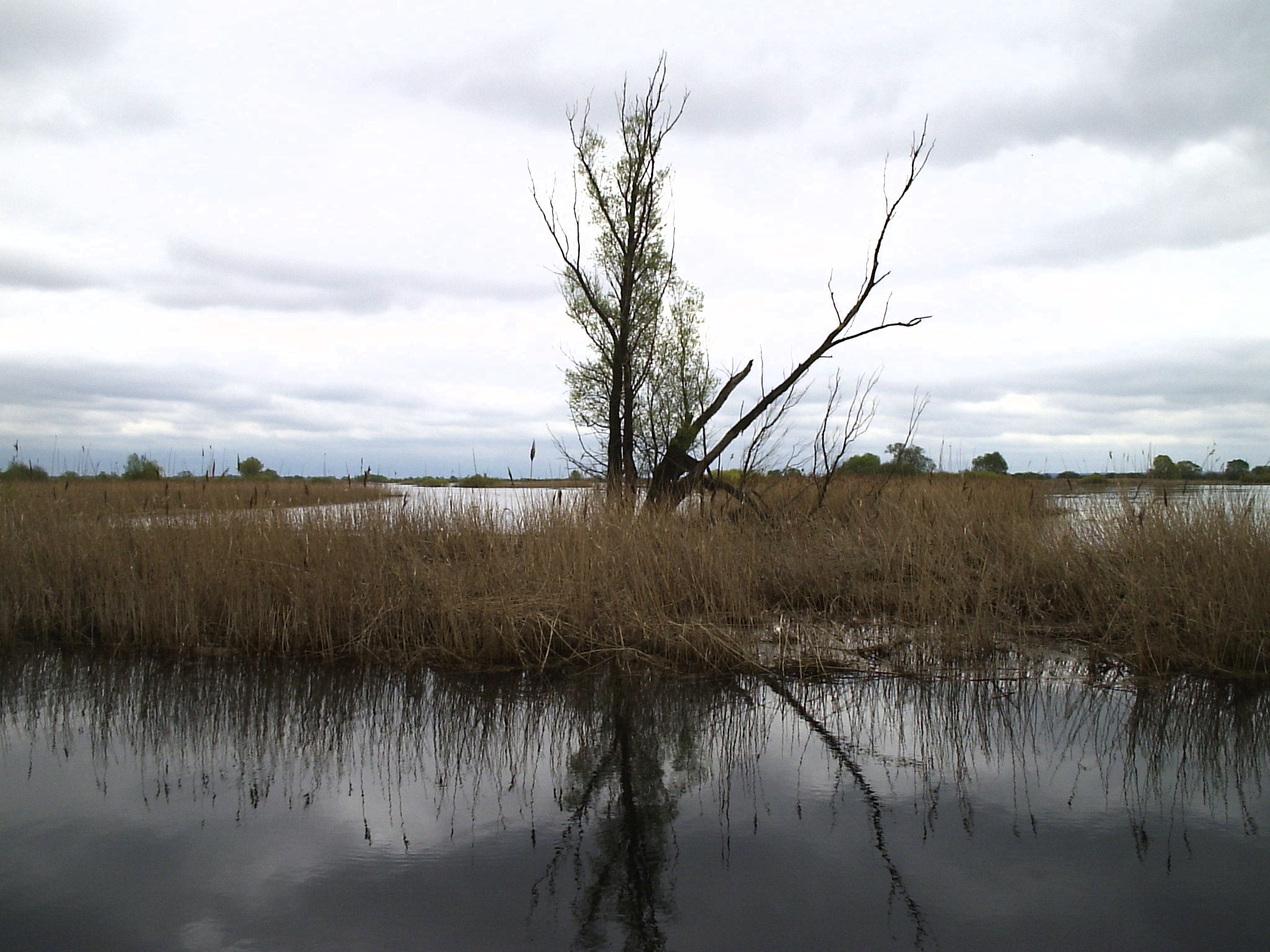
Reserva de Słońsk
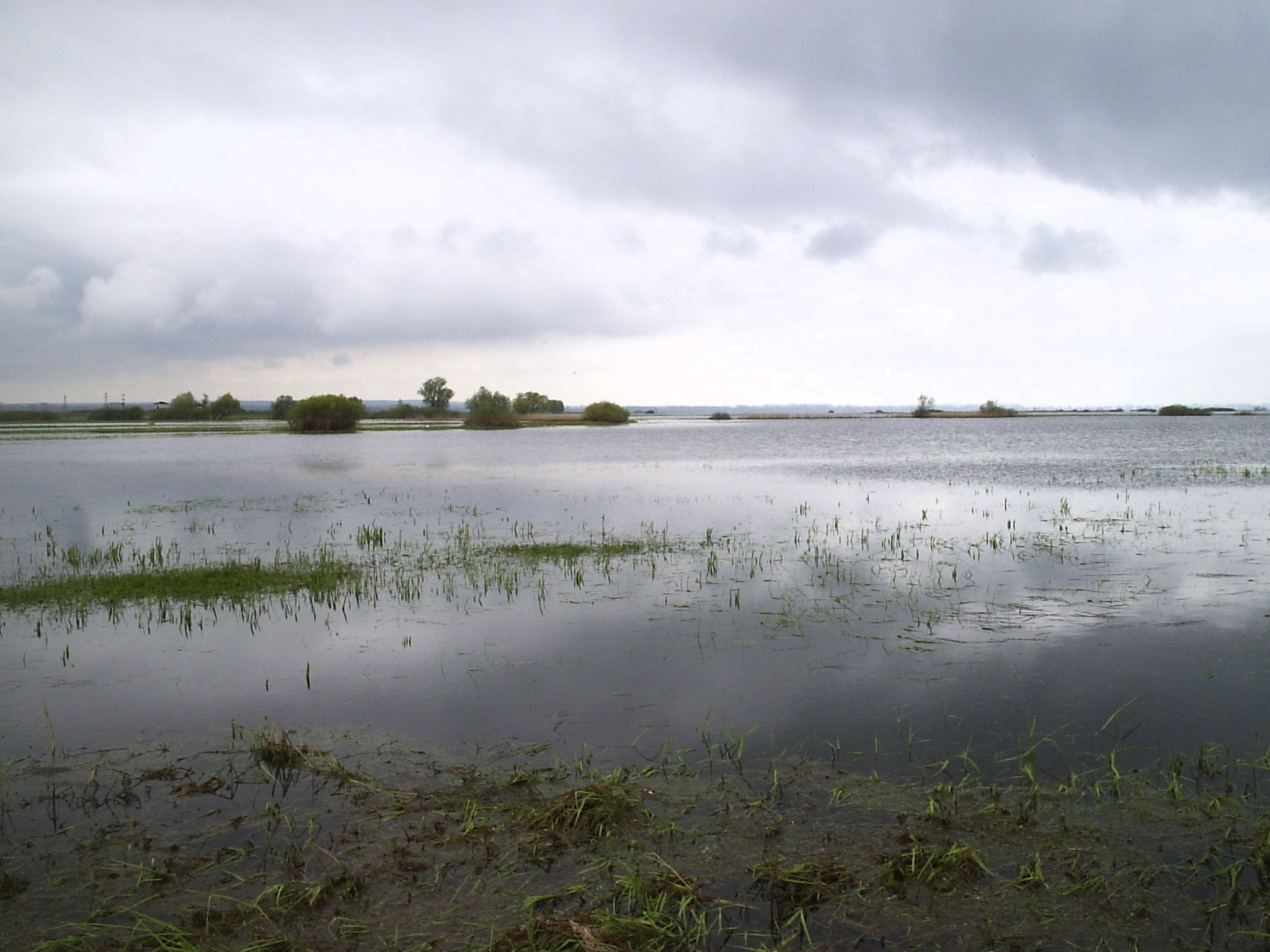
Reserva de Słońsk
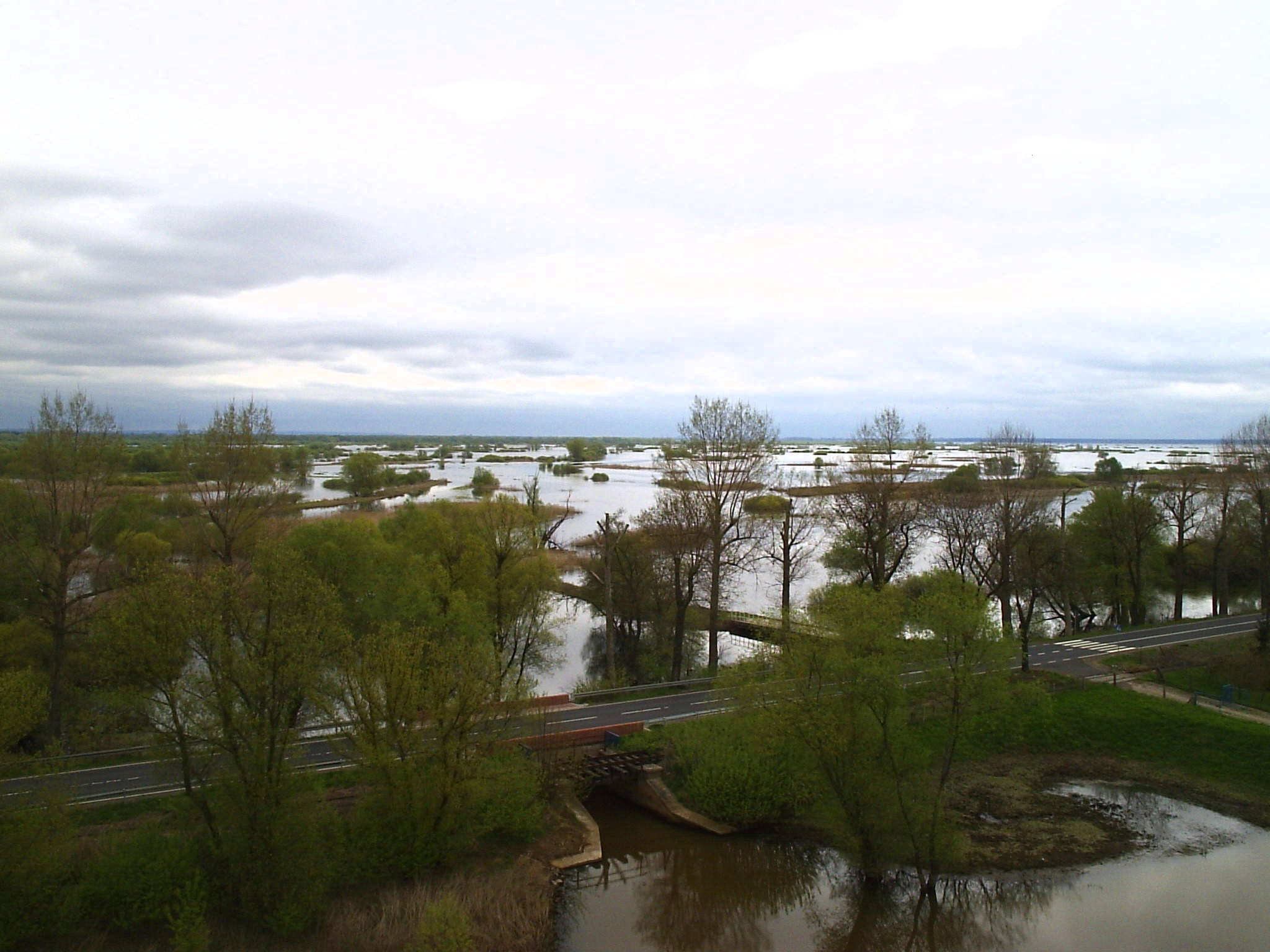
Vista del Parque en Chyrzyno
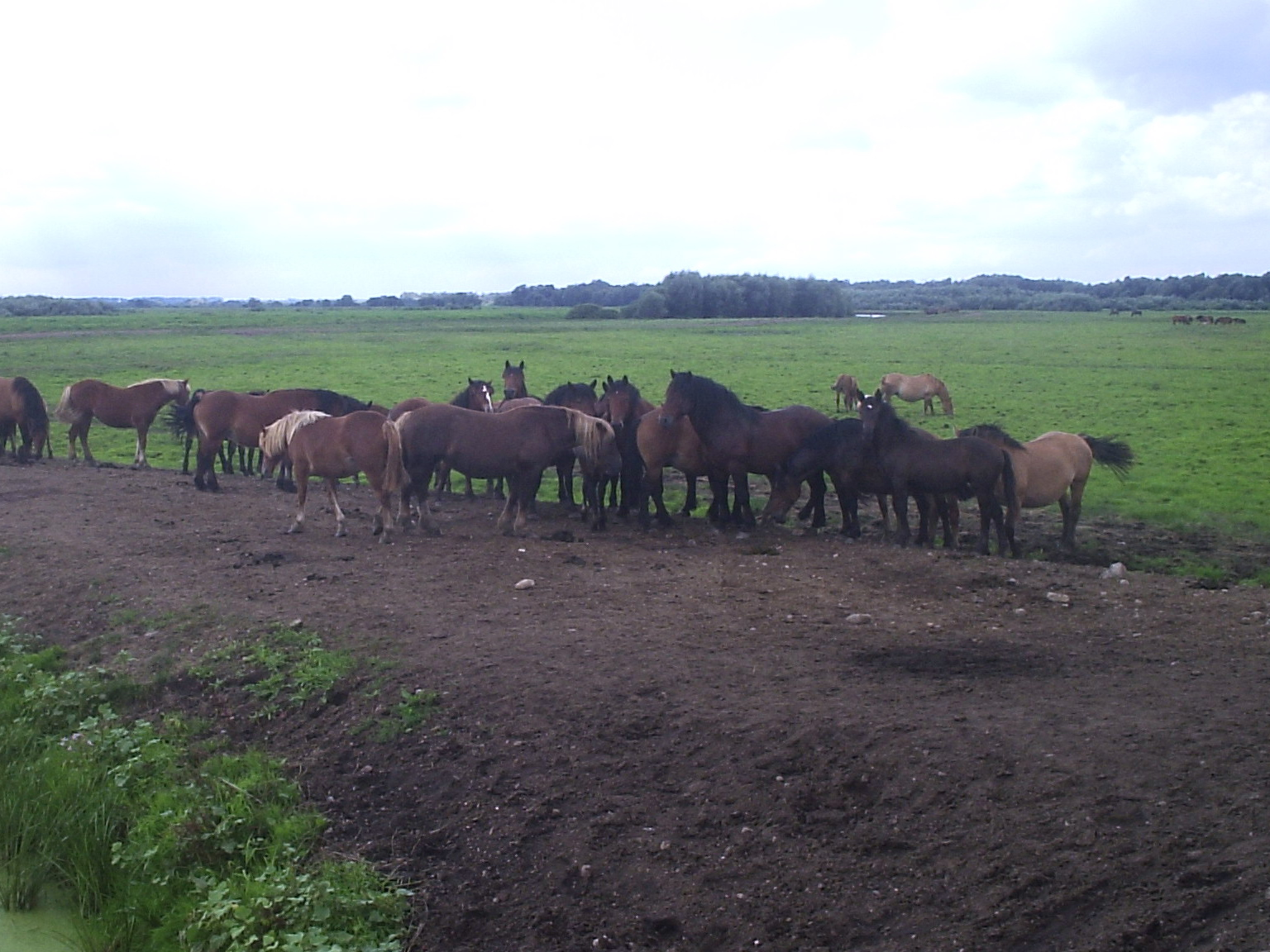
Caballos como elementos integrados en el Parque
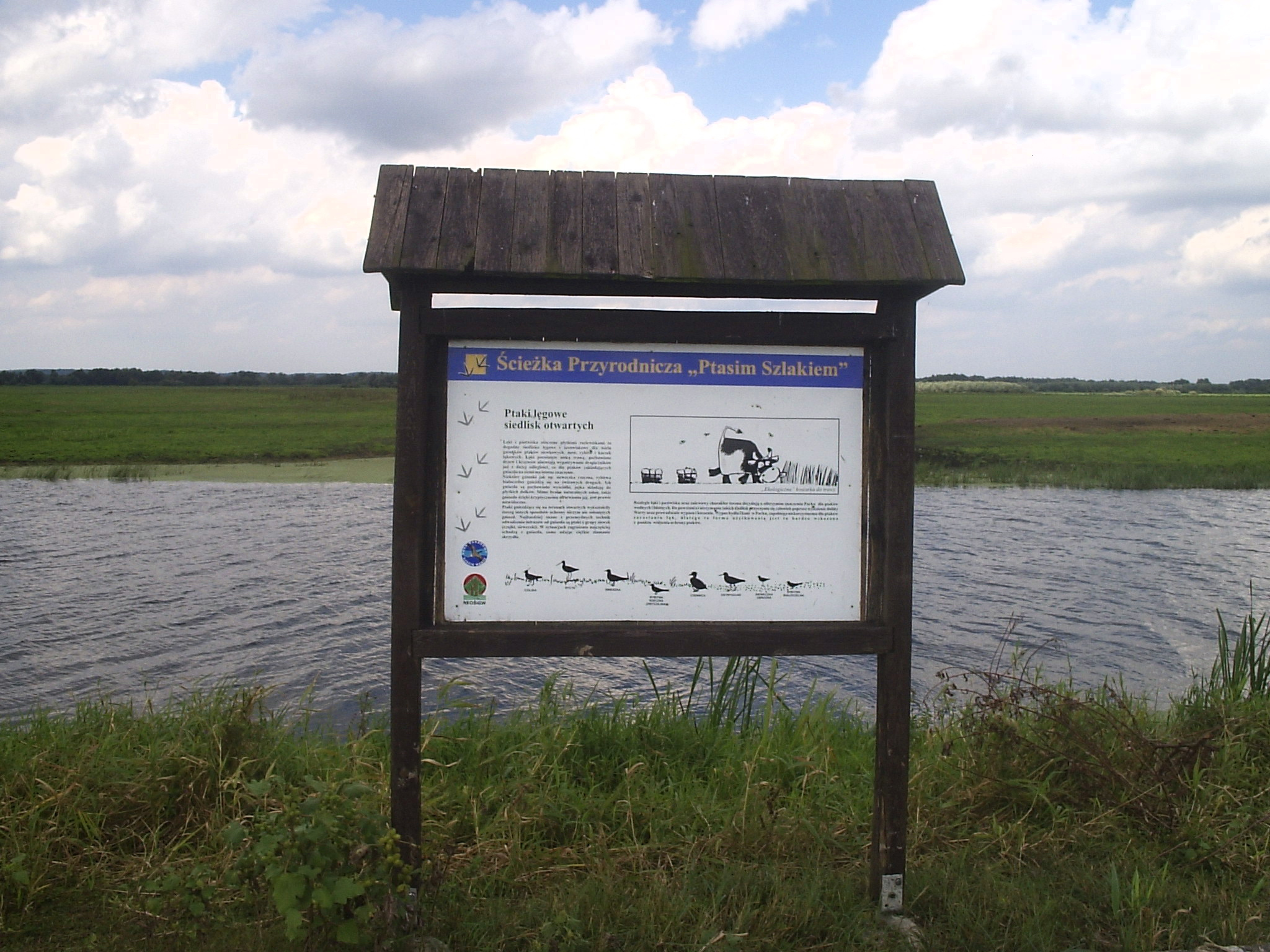
Leyenda del Parque
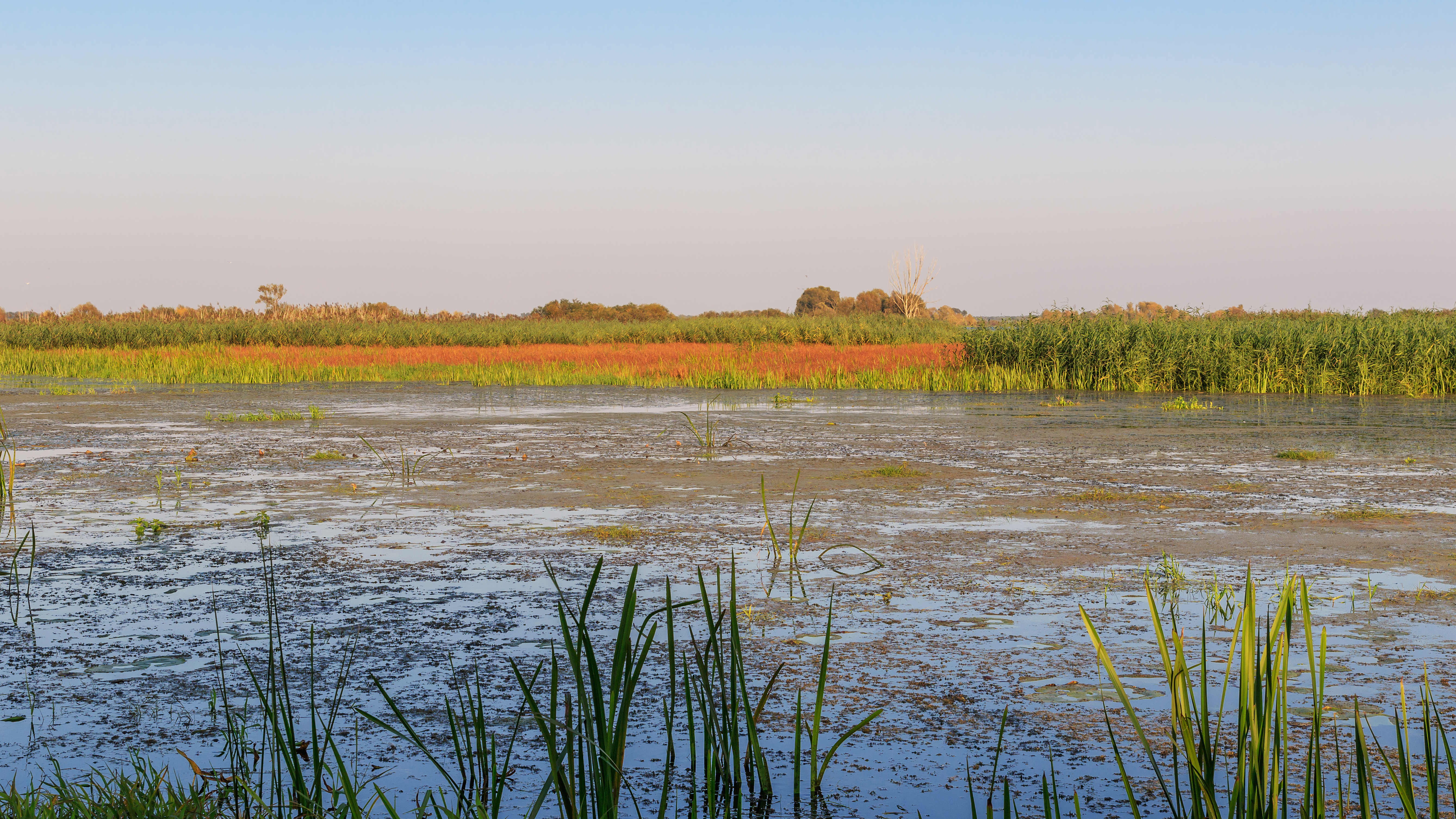
Vista del Parque
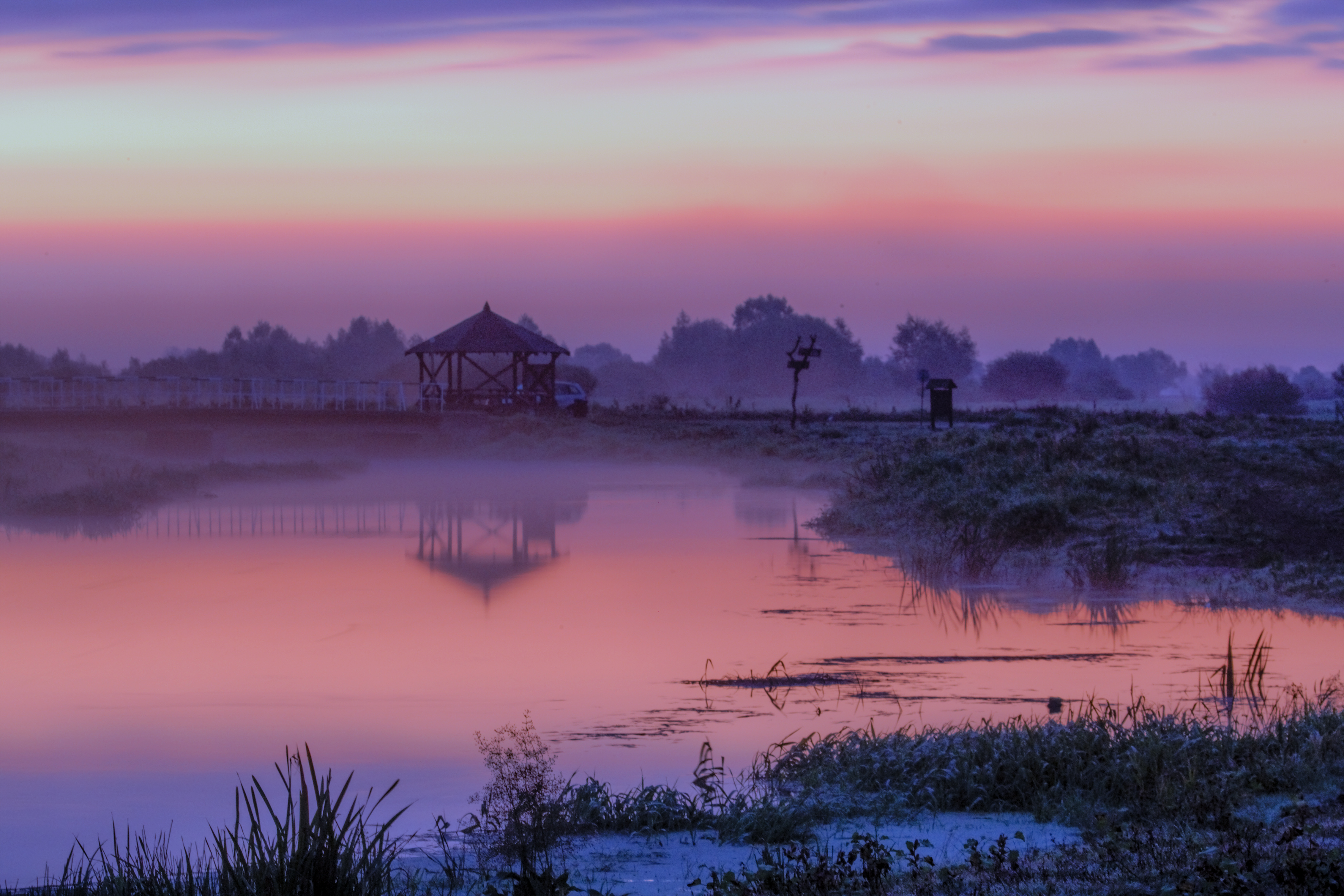
Amanecer en el Parque